# 上海民国日报事件
上海《民国日报》事件为1932年1月发生于中国上海市的一次因《民国日报》报道櫻田門事件、日僧事件所引发的中华民国、大日本帝国、上海公共租界工部局之间的冲突。日本海军要求《民国日报》为报道不实、不敬道歉，并发出最终通牒，《民国日报》社道歉后日方仍然要求关闭报社，最终以工部局武装关闭《民国日报》社。

## 背景
《民国日报》是1916年在上海租界内创刊的一份报纸，以报道及时、言论尖锐辛辣著称。1924年后为中國國民黨的党报。北洋政府时代，《民国日报》很难出租界销售。1927年國民革命軍北伐推翻北洋政府后，国民党上海特别市党部和国民革命军东路军指挥部宣布该报为机关报，遂开始在内地销售。其时国民党中央党部的机关报是《中央日报》。九一八事变后，日军在上海寻衅闹事，制造事端，皆被《民国日报》报道披露。

## 冲突早期
1932年1月8日，日本天皇在东京代代木视察军事演习时遭朝鲜人李泰昌手榴弹袭击，事件被《民国日报》报道，该报在报道韩国青年刺杀日本天皇未果之主标题之下，标有“不幸仅炸副车”字样，日人认为该报意在侮辱天皇，大为不满，日驻沪领事多次就此向中国方面提出交涉，要求严加惩处，并赔礼道歉。日方宣称报道为对日本天皇的“大不敬”，要求中国政府查办《民国日报》。1月12日，日本驻上海总领事提出强烈抗议，要求《民国日报》更正报道并道歉，处罚责任人。上海市市长吴铁城为避免事态扩大，下令《民国日报》取消报道。

## 外交争端

### 日军通牒
1月20日，日本浪人在上海引翔港焚烧三友实业社总厂，事件被《民国日报》以“日浪人藉陆战队掩护，焚烧三友工厂”为大字标题报道，日本海军陆战队认为是接到报告后才赶往现场，因此指《民国日报》报道不实。1月22日上午10时，一位穿着军服的日本海军军官，由一名翻译陪同，前往《民国日报》社与该报主编会面。他们就《民国日报》上刊登的一篇涉及企图刺杀日本天皇的文章提出了抗议，并要求该报为此道歉。日本海军陆战队发出通牒：
民国日报主笔先生台启：贵报本月二十一日发行“日浪人借陆战队掩护”之纪事，与事实全相违，故意破坏本陆战队名誉者也。于此对贵主笔俨然要求下列之四项矣：一，主笔来队提出公文陈谢；二，揭载半张大之谢罪文；三，保证将来不再发生此种事件；四，罢免直接责任记者。明二十三日午前为限，要求答复，若不承认，莫怪也。昭和七年正月二十二日。日本海军陆战队。

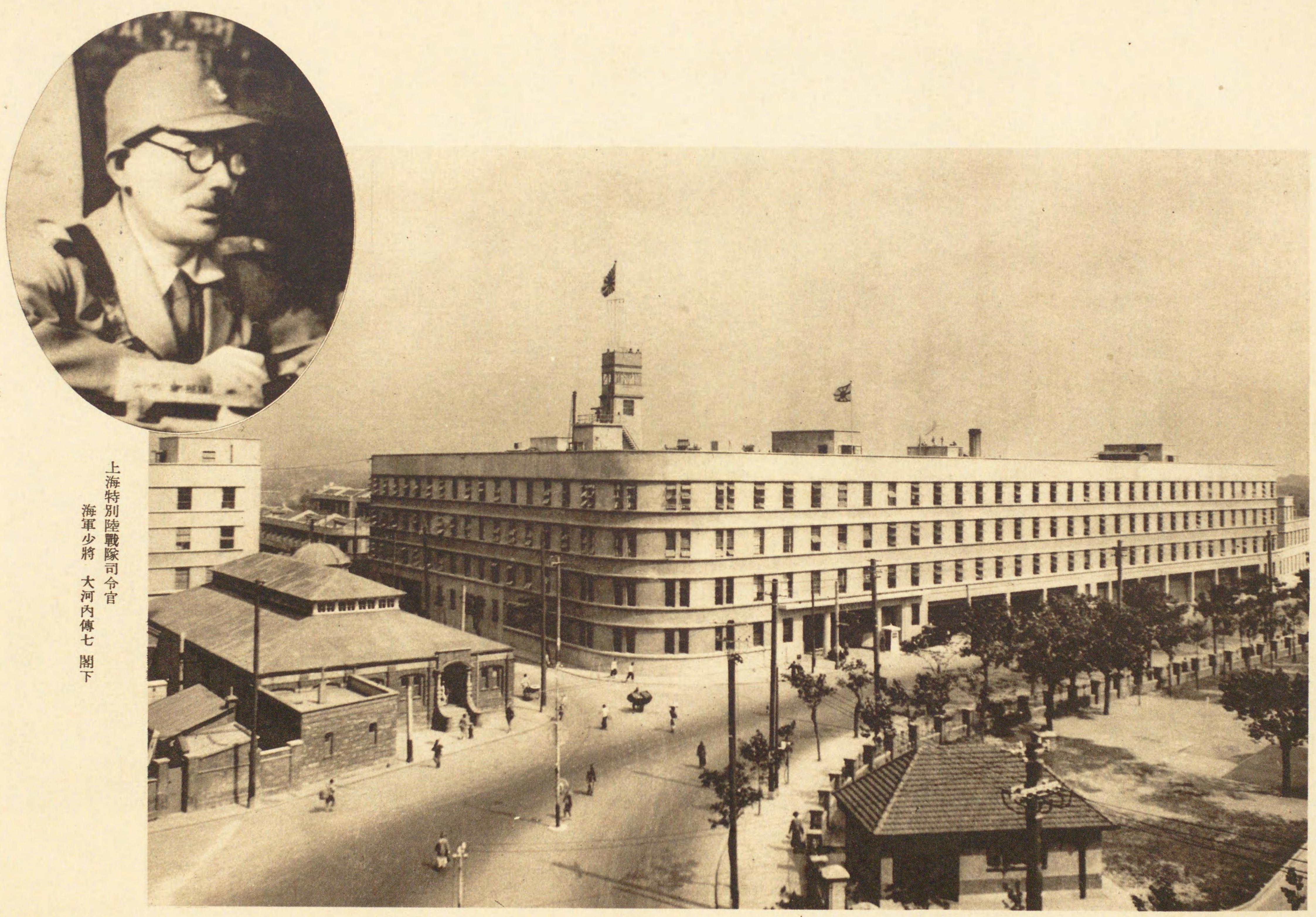
日本海军陆战队上海司令部

1月23日，《民国日报》回应称，该项新闻系根据各方报告登载，既经声明，与事实不符，自当即予以更正，但表示不能道歉。当日登载了“更正报道”：
本月20日，引翔港三友厂被日本浪人纵火焚烧事件，次日本报记载中，有海军陆战队掩护云云，系根据各方报告登载，昨据日本海军陆战队本部派员来馆声明，上项记载与事实不符合，据以更正，并表歉忱。
1月24日，日本海军陆战队发出最后通牒，声称若不照办，将采取必要手段。

### 工部局介入
1月25日，面对来自国民政府的压力，《民国日报》最终决定接受日方要求，并派报社负责人亲自到日本海军陆战队作口头与书面道歉。日方宣称拒绝接受道歉，提出必须关闭《民国日报》，并且威胁上海公共租界工部局，如果工部局对该报不加处置，陆战队则将工部局予以关闭。经由工部局日本籍董事福岛喜三次与工部局总裁費信惇斡旋，工部局25日上午召开了只有外国董事参加、没有中国董事参加的董事会。会上通过一致决定，以妨害租界治安为由关闭《民国日报》社。会后，中国董事向費信惇提出抗议，費信惇指英美在上海实力不足以阻止日本，为防止事态恶化，不得不如此。
1月26日下午2时，上海公共租界工部局通告“现因本埠形势紧张，工部局董事会劝告贵报停版”，随即由武装巡捕将报馆封闭。下午3时，多名西捕、印捕将报社前后两部大门上锁。27日，中国政府按照日本要求将《民國日報》停刊，外交部長陳友仁與孫科均辭職。:33

## 入侵借口
1月27日，日本从佐世保派遣12艘驱逐舰载海军陆战队468人和6架战斗机到上海。1月28日，海军省下令派遣两艘航空母舰、3艘巡洋舰及4艘水雷舰至上海。当日深夜，日军开进闸北，向中国军队发动袭击。1月29日，日本政府发表政府声明，声称事件是由中国的排日运动引起的，并提到《民国日报》刊登对日本皇室不敬的消息造成的影响作为开战的理由之一：
就中以上海抗日会本部及其他各种排日团体至为猖狂，特别是最近《民国日报》之不敬消息事件及日莲宗僧侣被杀伤事件等发生以来，事态愈益恶化。依此帝国在上海之总领事，向中国地方官宪提出取缔排日运动及其他有关之公正适当要求，但中国方面在答复上则荏苒迁延，同时在上海周围集中军队，对我采取威胁态度，使日本侨民极感危险。——关于上海事件帝国政府声明（昭和7年1月29日）
3月19日，淞沪抗战结束。5月4日，《民国日报》改为《民报》重新出版，以叶楚伧为后台，中国国民党中央宣传部给予津贴，1937年11月25日因日军占领上海而停刊。